# دو نقش برجسته
دو نقش برجسته (سنگ‌نگاره پیروزی اردشیر بابکان و سنگ‌نگاره پادشاهی اردشیر بابکان) مربوط به دوره ساسانیان است و در فیروزآباد، کیلومتر ۳ و ۵ جاده فیروزآباد به شیراز واقع شده و این دو اثر با نام "دو نقش برجسته" در تاریخ ۱۲ اسفند ۱۳۱۵ با شمارهٔ ثبت ۲۶۸ به‌عنوان یکی از آثار ملی ایران به ثبت رسیده‌اند.
این دو اثر در کنار شش اثر دیگر باستانی استان فارس، مجموعا به شمار هشت سایت باستانی در سه منطقه باستانی، زیر عنوان چشم‌انداز باستان‌شناسی ساسانی منطقه فارس، (در منطقه‌های فیروزآباد، بیشاپور، سروستان در جنوب غربی استان فارس) در نشست ۳۰ ژوئن ۲۰۱۸ کمیته میراث جهانی یونسکو به ثبت جهانی رسیدند تا تعداد آثار ایرانی ثبت شده در میان میراث جهانی یونسکو به عدد ۲۳ و آثار استان فارسی به عدد ۵ برسد.

## نگارخانه

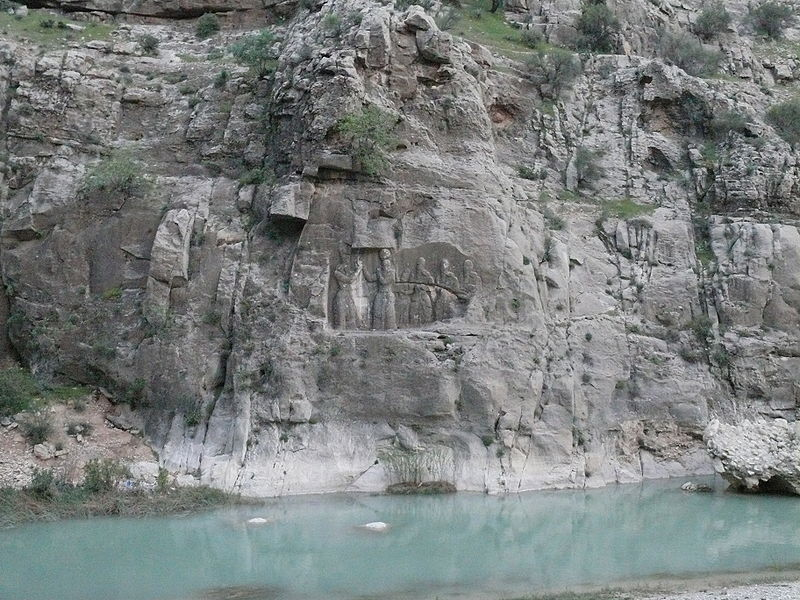
سنگ‌نگاره دیهیم‌ستانی اردشیر
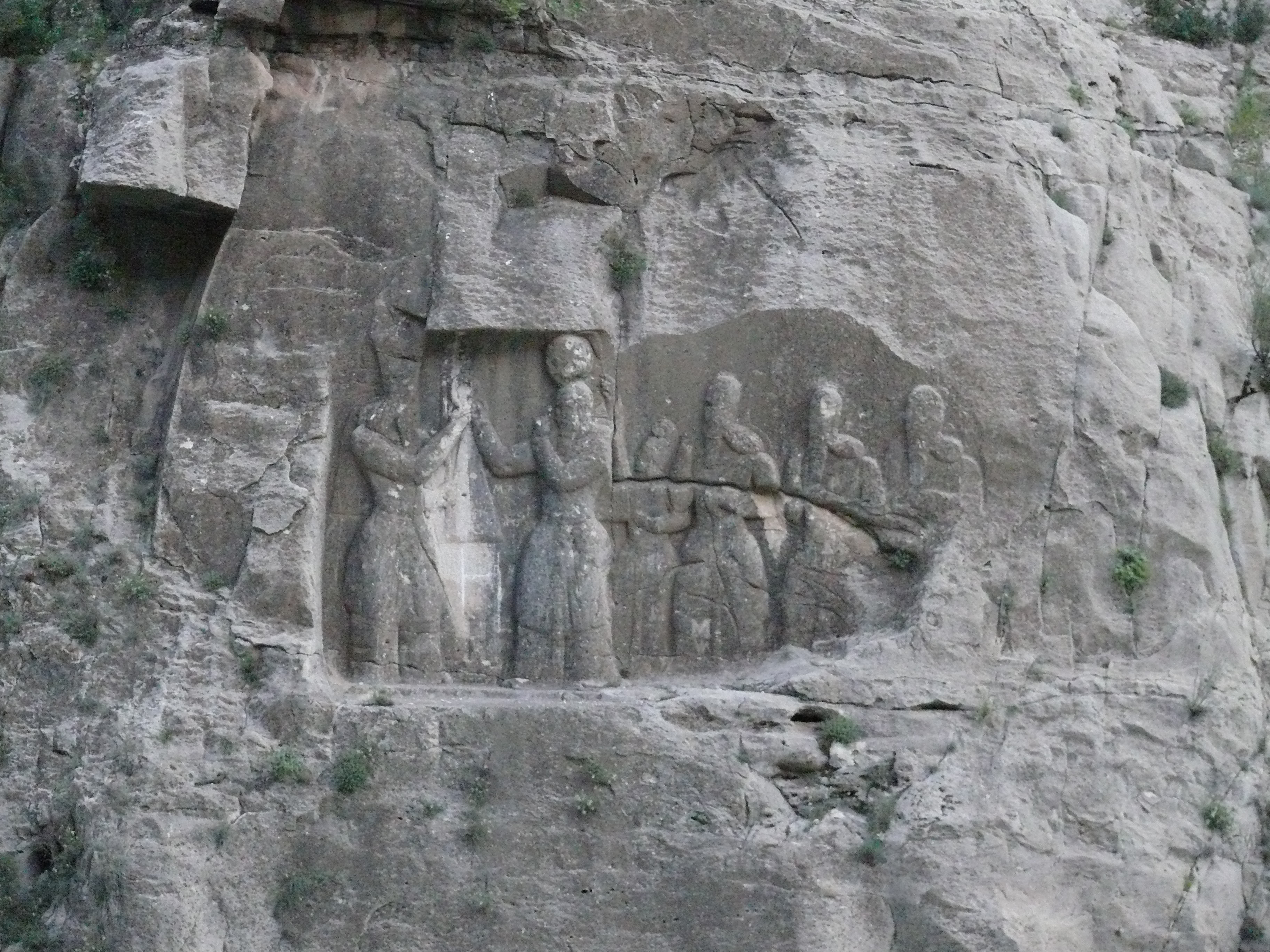
دیهیم‌ستانی اردشیر
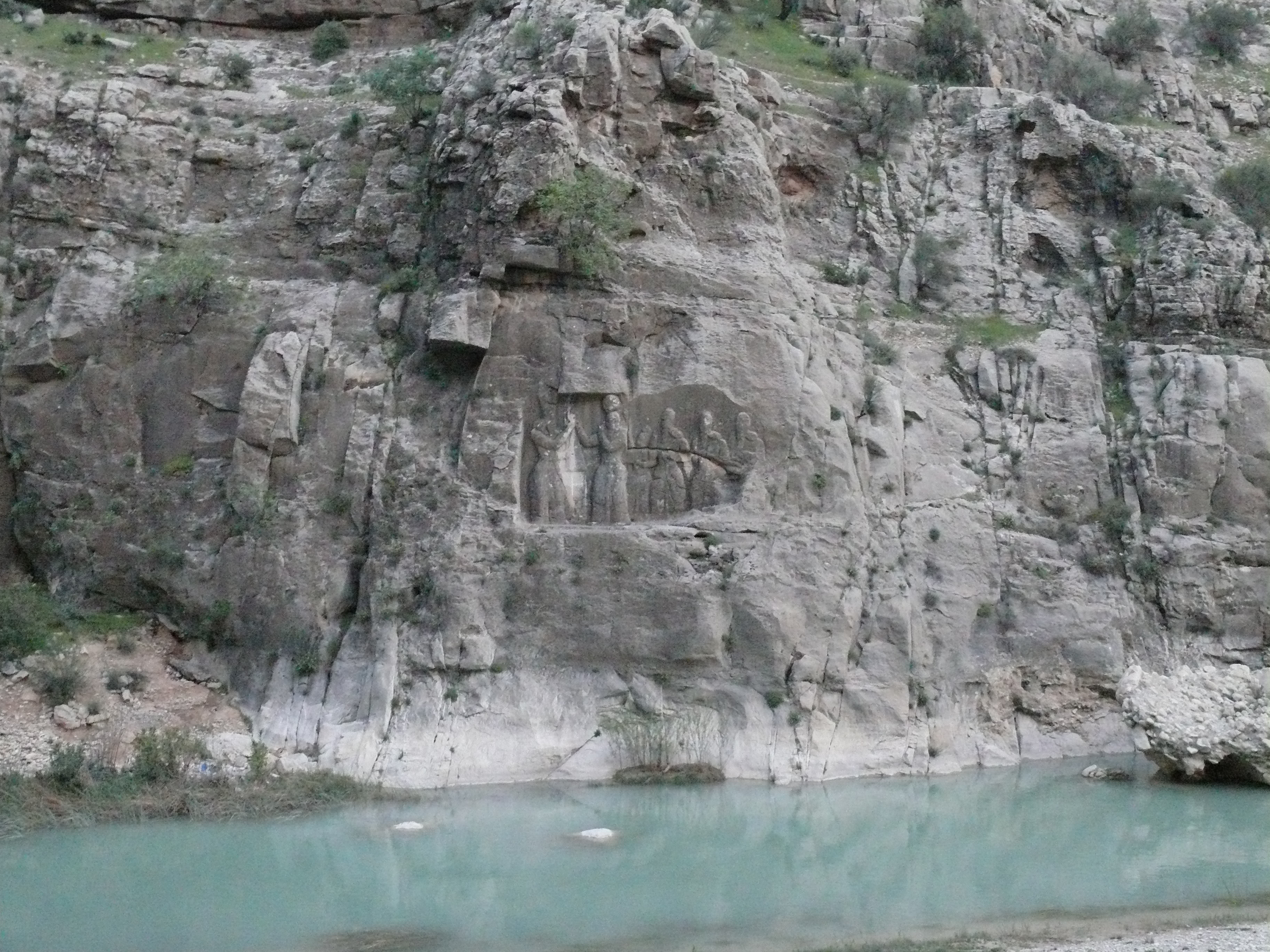
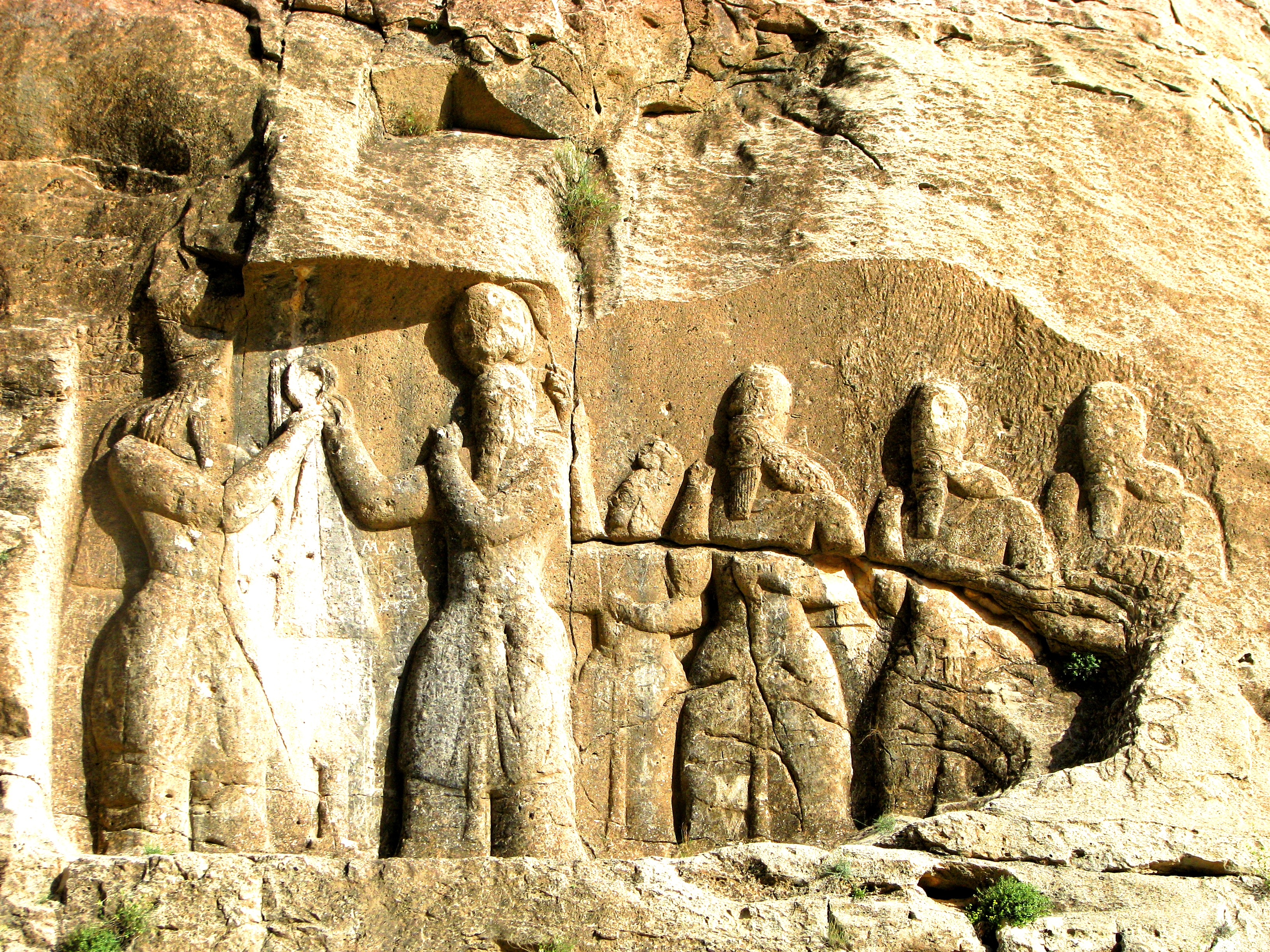
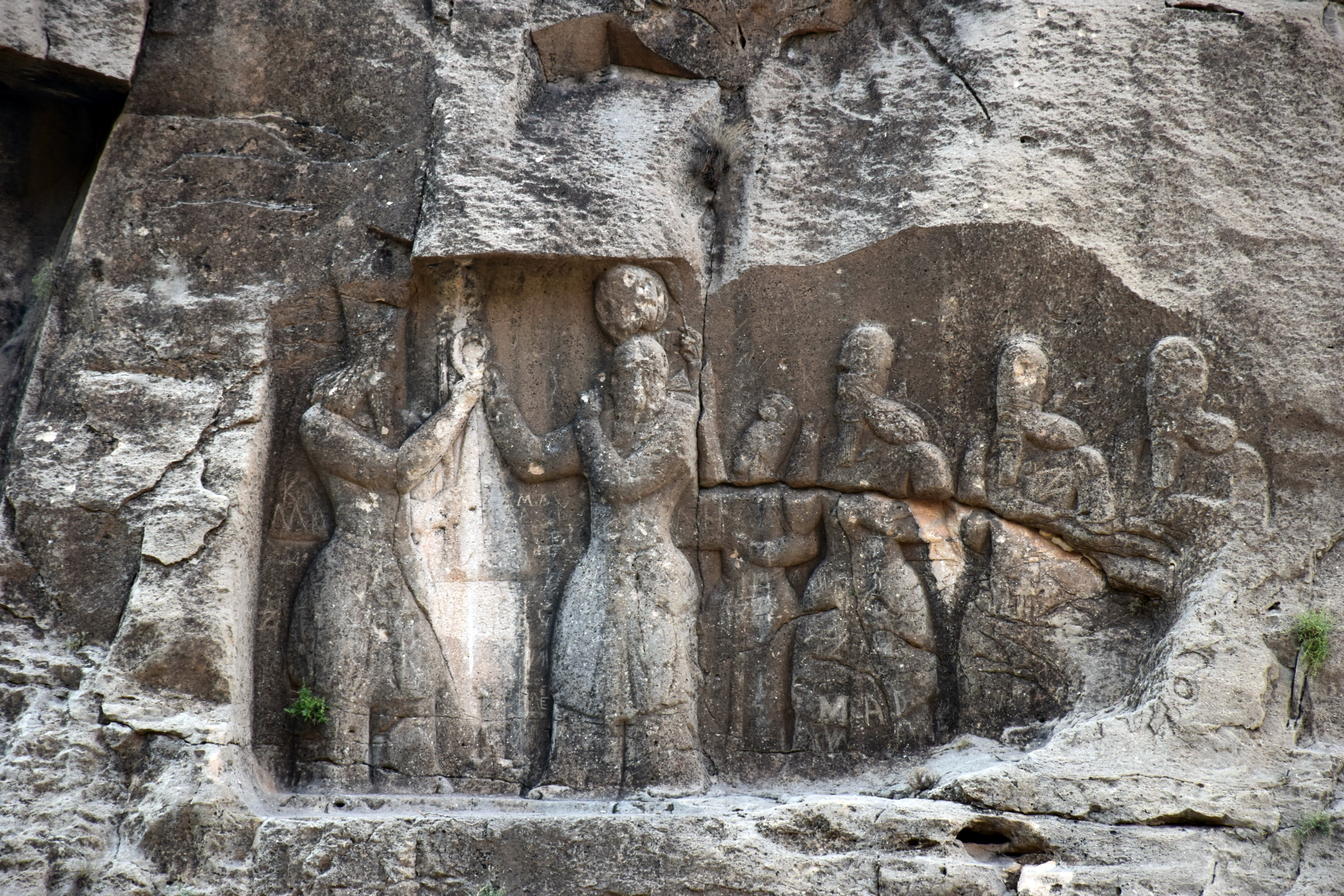
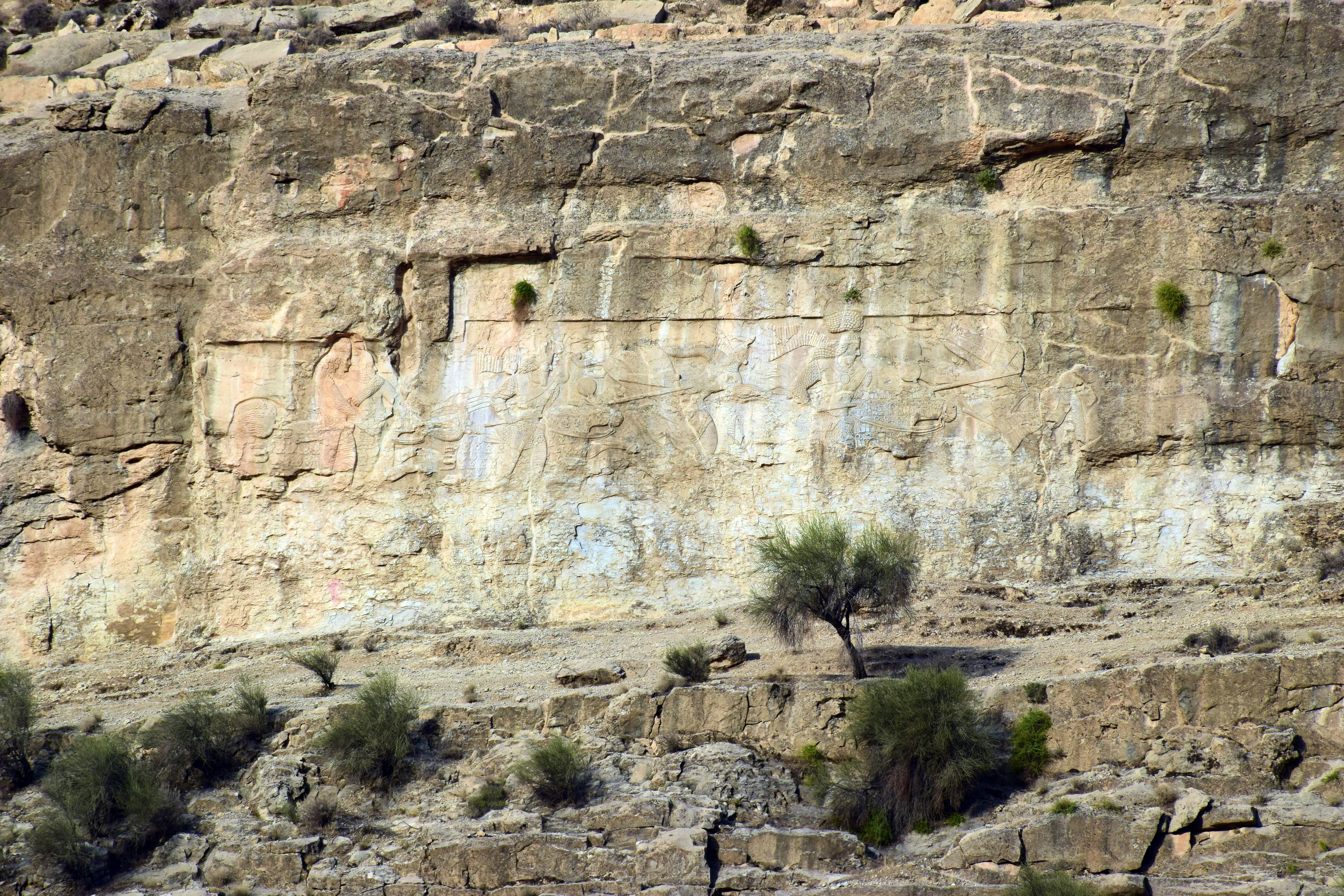
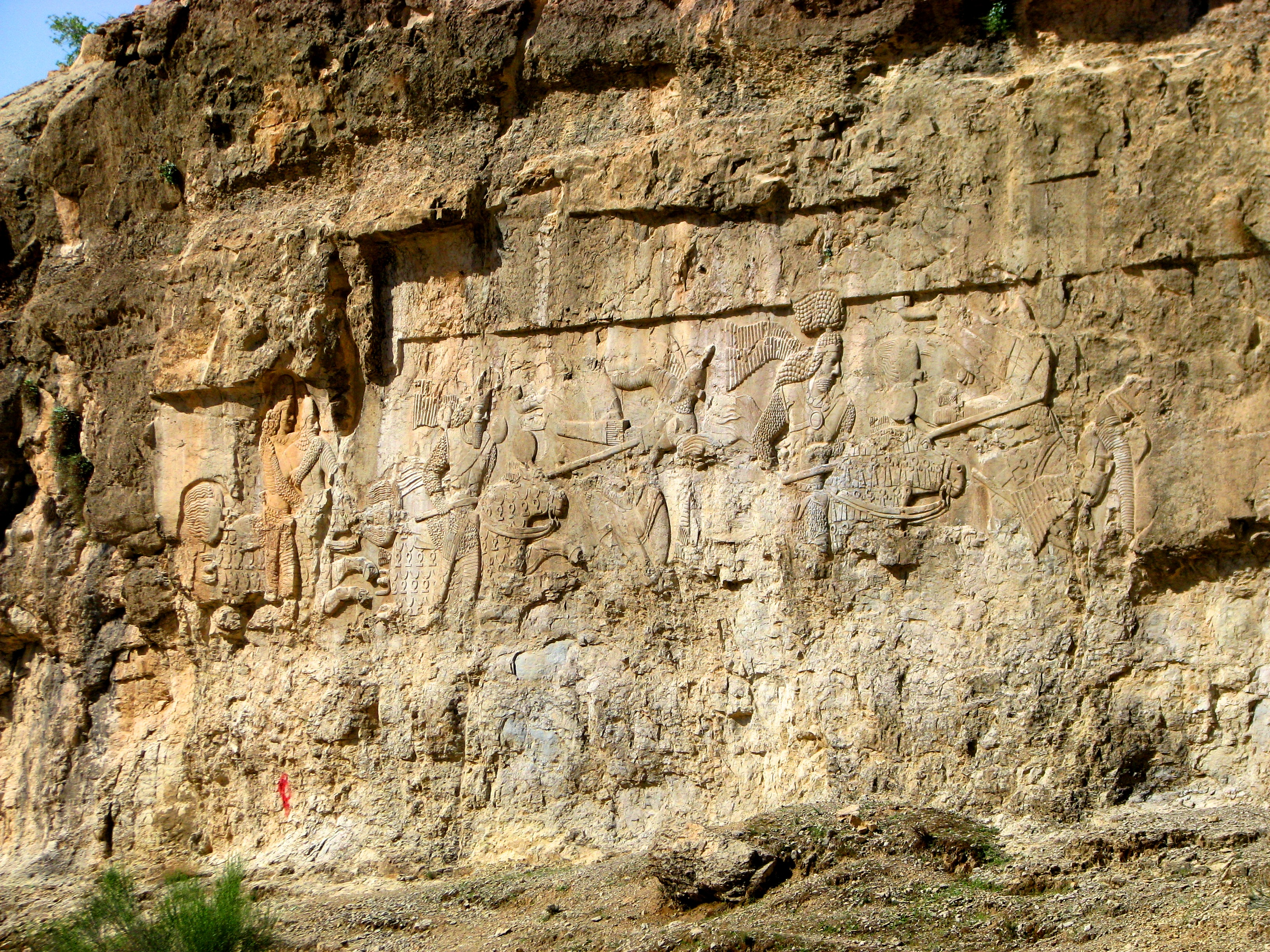
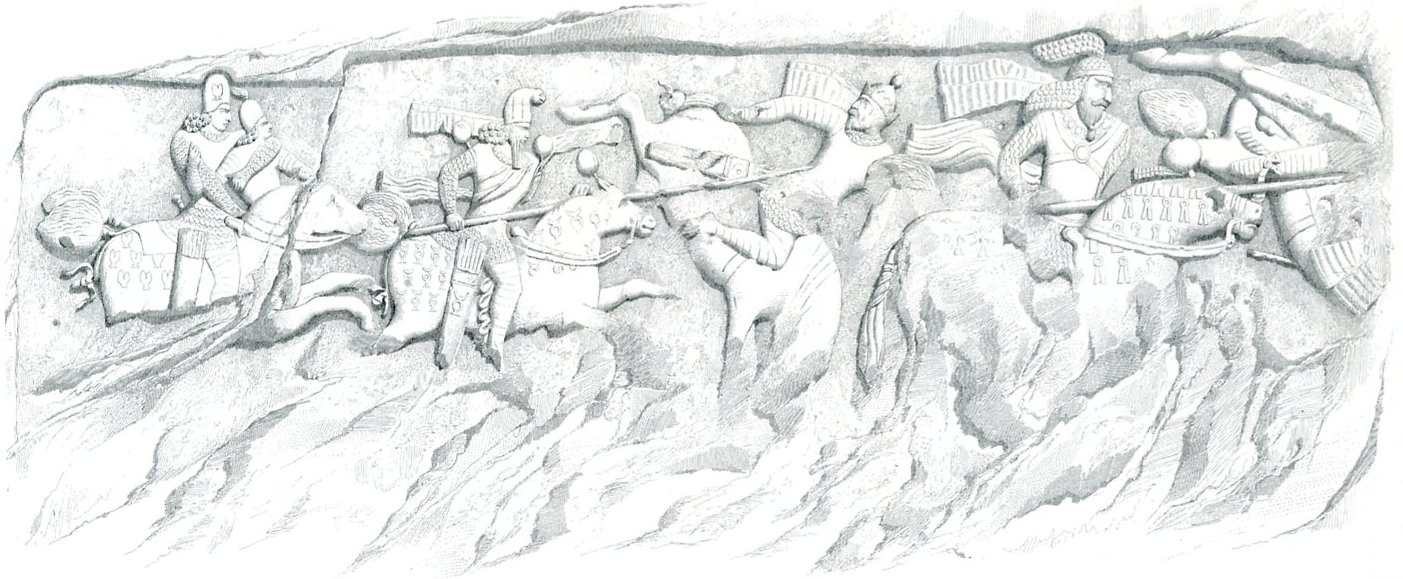
طرحی از سنگ نگاره ،اوژن فلاندن،١٨٤٠ میلادی